# Дробневский, Дмитрий Иосифович
Доме́тий (Дми́трий) Ио́сифович Дробне́вский (6 (18) августа 1880 — не ранее 1931) — русский офицер, полковник (1917), герой Первой мировой войны, Георгиевский кавалер.

## Биография
Из мещан Екатеринославской губернии, православного вероисповедания. Общее образование — домашнее (не имел Свидетельства о среднем образовании).
В августе 1899 года, выдержав испытание по наукам в пределах требований для вольноопределяющихся 2-го разряда, вступил в военную службу и был зачислен рядовым в Осовецкий крепостной пехотный полк. В следующем году был произведен в унтер-офицеры и вскоре командирован на учёбу в Чугуевское пехотное юнкерское училище, полный курс которого окончил по 2-му разряду. В звании подпрапорщика возвратился в свой полк, командовал взводом. В июне 1903 года был произведен в подпоручики.
Участник Русско-японской войны. В феврале 1905 года был переведен в 123-й пехотный Козловский полк, находящийся в Маньчжурии, в составе действующей армии. Прибыл в полк, однако участвовать в сражениях не довелось. В 1906 году в составе 123-го пехотного Козловского полка возвратился в Курск, на место постоянной дислокации, и в октябре того же года был произведен в поручики.
В 1907 году был переведен в 125-й пехотный Курский полк, расквартированный в Киеве, с 1909 года — в Ровно Волынской губернии.
В октябре 1910 года произведен в штабс-капитаны.
На январь 1914 года штабс-капитан Дробневский — младший офицер 4-й роты полка. Был женат на уроженке Курской губернии, детей не имел.
Участник Первой мировой войны. С первых дней войны — на Юго-Западном фронте, в составе своего 125-го пехотного Курского полка 32-й пехотной дивизии (11-й армейский корпус, 8-я армия). В боях командовал ротой, был дважды ранен (в сентябре и в декабре 1914 года), причём один раз — тяжело. За боевые отличия награждён пятью орденами, в том числе орденом Святого Георгия 4-й степени, и Георгиевским оружием.
В июне 1915 года произведен в капитаны, в июле 1916 года — в подполковники. В 1916 году был в прикомандировании к расположенной в Житомире Школе прапорщиков государственного ополчения Юго-Западного фронта.
В январе 1917 года произведен в полковники и в мае 1917 года назначен командиром 126-го пехотного Рыльского полка той же 32-й пехотной дивизии. К осени 1917 года 32-я пехотная дивизия была украинизирована и после Октябрьской революции, в январе 1918 года, как соединение русской армии, — расформирована.
Из фронта полковник Дробневский вернулся на Украину, в феврале 1918 года лечился в госпитале в городе Лубны, Полтавской губернии.
С приходом к власти гетмана Скоропадского Дробневский поступил на службу в вооружённые силы Украинской державы. В чине полковника был помощником командира 45-го пехотного полка, с 30.09.1918 — помощником командира 34-го пехотного полка.
Об участии Дробневского в Гражданской войне в период с ноября 1918 года по ноябрь 1920 года информация отсутствует. С 1921 года он — в эмиграции в Югославии; на 1921 год — член Общества кавалеров ордена Святого Георгия. До 1931 года жил в Сараево (Югославия), затем в Болгарии. Был делегатом 2-го съезда Союза русских военных инвалидов. Дальнейшая его судьба не известна.

## Награды
- Орден Святого Станислава 3-й степени (1905; утв. ВП от 17.10.1906), — «за отлично-усердную службу и труды, понесенные во время военных действий»
- Медаль «В память русско-японской войны» (1906)
- Медаль «В память 300-летия царствования Дома Романовых» (1913)
- Орден Святой Анны 3-й степени (06.12.1913; ВП от 08.04.1914)
- Орден Святой Анны 4-й степени с надписью «За храбрость» (20.12.1914; ВП от 23.12.1914)
- Георгиевское оружие (24.11.1914; утв. ВП от 09.03.1915), — …за то, что в боях с 26-го по 28-е августа 1914 года у с. Ржичка, командуя ротой, увлёк своих людей в штыковую атаку, выбил противника из окопов и удержал их до конца боя. Был тяжело ранен и вынесен из строя.[14]
- Орден Святого Владимира 4-й степени с мечами и бантом (ВП от 25.09.1915)[15]
- Орден Святого Станислава 2-й степени (утв. ВП от 09.10.1916)
- Орден Святой Анны 2-й степени с мечами (утв. ПАФ от 15.04.1917)[16]
- Орден Святого Георгия 4-й степени (утв. ПАФ от 30.06.1917), — …за то, что, состоя в рядах 125-го пехотного Курского полка в чине капитана, в бою у с. Тухов 9 декабря 1914 года, командуя 16-й ротой и видя, что роты 4-го батальона, двинутые для атаки высоты 317, не могут продвинуться дальше, лично, при обстоятельствах исключительной трудности, произведя разведку и верно оценивая обстановку, по собственной инициативе вывел лично в атаку роту свою во фланг противника и, несмотря на трудные условия местности и сильнейший артиллерийский, пулемётный и ружейный огонь, являя собой пример неустрашимости и увлекая за собой солдат, первым взошёл на неприятельский бруствер, своими действиями дал решительный оборот в нашу пользу, причём захватил 120 здоровых и 60 раненых пленных, 500 винтовок и много патронов.[17]